# Vallon de Canada et barrage du Pont du Roi
Vallon de Canada et barrage du Pont du Roi este o arie protejată (sit de importanță comunitară — SCI) din Franța întinsă pe o suprafață de 375 ha, integral pe uscat.

## Localizare
Centrul sitului Vallon de Canada et barrage du Pont du Roi este situat la coordonatele 46°56′13″N 4°28′05″E / 46.93694°N 4.46806°E.

## Înființare
Situl Vallon de Canada et barrage du Pont du Roi a fost declarat arie specială de conservare în baza directivei 92/43 din 1992 referitoare la conservarea habitatelor naturale și a faunei și florei sălbatice pentru a proteja 1 specie de plante și 9 specii de animale.

## Biodiversitate
Situată în ecoregiunea continentală, aria protejată conține 18 habitate naturale: Păduri de fag Asperulo-Fagetum, Ape oligotrofe din câmpii nisipoase, cu un conținut foarte redus de minerale (Littorelletalia uniflorae), Formațiuni ierboase bogate în specii de Nardus, dezvoltate pe substraturi silicioase în zone montane (și în zone submontane, în Europa continentală), Păduri de fag acidofile atlantice, cu subarboret de Ilex și, uneori, de asemenea, Taxus, la nivelul arbuștilor (Quercion robori-petraeae sau Ilici-Fagenion), Liziere de ierburi înalte hidrofile de câmpie și de nivel montan până la alpin, Lacuri eutrofice naturale cu vegetație de tip Magnopotamion sau Hydrocharition, Pajiști cu Molinia pe soluri calcaroase, turboase sau argilos-nămoloase (Molinion caeruleae), Fânețe de joasă altitudine (Alopecurus pratensis, Sanguisorba officinalis), Mlaștini alcaline, Pajiști uscate europene, Păduri mixte riverane de Quercus robur, Ulmus laevis și Ulmus minor, Fraxinus excelsior sau Fraxinus angustifolia, de-a lungul marilor râuri (Ulmenion minoris), Cursuri de apă de la nivel de câmpie la nivel montan, cu vegetație Ranunculion fluitantis și Callitricho-Batrachion, Păduri pe pante, grohotișuri și ravene de Tilio-Acerion, Pajiști uscate seminaturale și facies de acoperire cu tufișuri pe substraturi calcaroase (Festuco-Brometalia) (* situri importante pentru orhidee), Păduri aluvionare cu Alnus glutinosa și Fraxinus excelsior (Alno-Padion, Alnion incanae, Salicion albae), Pante stâncoase silicioase cu vegetație casmofită, Păduri de stejar sau de stejar și carpen sub-atlantice și medio-europene de Carpinion betuli, Ape stătătoare oligotrofe până la mezotrofe, cu vegetație de Littorelletea uniflorae și/sau de Isoëto-Nanojuncetea.
La baza desemnării sitului se află mai multe specii protejate:
- plante (1): mușchi (Dicranum viride)
- mamifere (2): vidră de râu (Lutra lutra), liliacul mic cu potcoavă (Rhinolophus hipposideros)
- nevertebrate (5): Austropotamobius pallipes, Coenagrion mercuriale, fluturele flitirar (Euphydryas maturna), rădașcă (Lucanus cervus), fluturele purpuriu (Lycaena dispar)
- pești (2): zglăvoacă (Cottus gobio), cicar (Lampetra planeri)

Pe lângă speciile protejate, pe teritoriul sitului au mai fost identificate 10 specii de plante, 57 de specii de păsări, 6 specii de amfibieni, 6 specii de mamifere, 1 specie de nevertebrate, 2 specii de pești, 4 specii de reptile.